# Ivan Mitford-Barberton

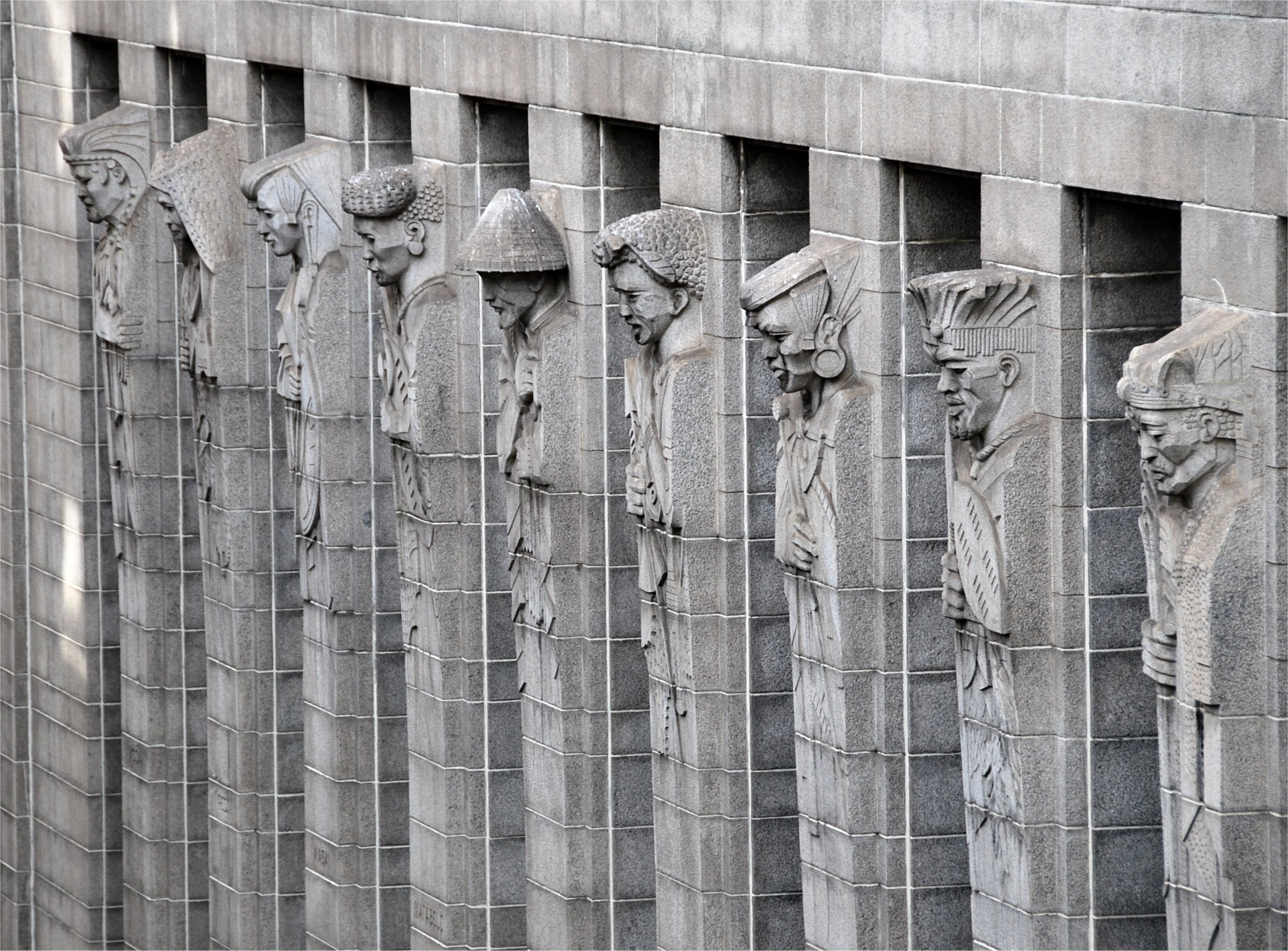
Fassade des Mutual Building in Kapstadt, entworfen von Ivan Mitford-Barberton

Ivan Graham Mitford-Barberton, ARCA, FRGS, ARBS, (* 1. Februar 1896 in Somerset East; † 9. Juni 1976 in Hout Bay) war ein südafrikanischer Bildhauer und Autor.

## Künstlerischer Werdegang
Ivan Mitford-Barberton war ein Nachfahr mehrerer Familien, die 1820 zu den ersten britischen Siedlern in Südafrika gehörten. Er machte seine schulische Ausbildung in Grahamstown. Als er zwölf Jahre alt war, zog seine Familie nach Kenia, wo er mit afrikanischen und arabischen Motiven in Berührung kam, die später eine wichtige Rolle in seinem Werk spielen sollten. Von 1915 bis 1918 diente er als Soldat in Ostafrika. Von 1919 bis 1922 studierte er an der Grahamstown School of Art, und ab 1923 am Royal College of Art in London, unter Henry Moore und Derwent Wood. In dieser Zeit reiste er nach Frankreich sowie Italien. 1927 kehrte er nach Südafrika zurück und eröffnete dort ein Atelier.
Mitford-Barberton war aktives Mitglied der South African Society of Arts und unterrichtete Kunst an der Michaelis School of Fine Art in Kapstadt. Er gestaltete das Denkmal von Jock of the Bushveld in Barberton, einem Ort, den seine Vorfahren mitgegründet hatten. In den 1930er Jahren entwarf er Teile der Außen- und der Innendekoration des 1939 fertiggestellten Mutual Buildings (heute Mutual Heights) in Kapstadt, das damals mit 91 Metern höchste Gebäude in Afrika (von den Pyramiden abgesehen). Die Außenfassade wurde mit einem 120 Meter langen Granitfries sowie mit neun, vier Meter hohen Figuren ausgestattet. Auch die Bronzestatue des Hout Bay Leopard in einem Ortsteil von Kapstadt, wo er selbst lebte, ist sein Werk.
Von 1947 bis 1961 war Ivan Mitford-Barberton Mitglied der Royal Society of British Sculptors, von 1957 bis 1961 Fellow der Gesellschaft sowie Mitglied der Cape Town Theosophical Lodge. Mitford-Barberton galt als Kapazität auf dem Gebiet der Heraldik, entwarf auch neue Wappen und war Mitglied des Heraldry Council von Südafrika.
Ivan Mitford-Barberton verfasste mehrere Bücher über die Geschichte seiner Familie und die ersten britischen Siedler in Südafrika („1820 Settlers“). 

## Publikationen
- The Barbers of the Peak. 1934
- Ivan Mitford-Barberton, Sculptor. 1962
- Mit Violet White: Some Frontier Families: Biographical Sketches of 100 Eastern Province Families Before 1840. 1969
- Comdt. Holden Bowker. An 1820 Settler Book Including Unpublished Records of the Frontier Wars. 1970
- Mit Raymond Mitford-Barberton: The Bowkers of Tharfield.